# جزیره کیپ بارن
جزیره کیپ بارن (به انگلیسی: Cape Barren Island) یک منطقهٔ مسکونی در استرالیا است که در تاسمانی واقع شده‌است. جزیره کیپ بارن ۶۶ نفر جمعیت دارد و ۷۱۵ متر بالاتر از سطح دریا واقع شده‌است.